# Richard Nerurkar
Richard Nerurkar (né le 6 janvier 1964 à Wolverhampton) est un coureur britannique, spécialiste des courses d'endurance.
Il est chevalier de l'ordre de l'Empire britannique.
Il gagne le championnat britannique de cross-country trois fois, et finit deux fois dans le top 20 aux Championnats du monde de cross-country. 
Il termine 5e aux 10 000 mètres aux Championnats du monde d'athlétisme en 1991 à Tokyo, et 17e en 1992 aux Jeux olympiques de Barcelone.
En 1993, il passe au marathon. Il gagne son premier marathon à Hambourg avec un temps de 2:12:57, puis le marathon de Saint-Sébastien en octobre 1993. Il se classe 5e au marathon olympique de 1996 et au marathon de Londres de 1997, qu'il termine avec son record personnel de 2:08:36.
Il est ensuite manager de la Great Ethiopian Run, une course tenue annuellement à Addis-Abeba.
Il est également auteur du livre Marathon Running: From Beginning to Elite.